# 非常特別的客人
《非常特别的客人》（韓語：아주 특별한 손님），是一部2006年上映的韓國電影。本片首次亮相於2006年10月的第11屆釜山國際影展。

## 劇情介紹
年輕的寶靜（韓孝周飾）某天在首爾街頭遇上了幾名陌生男子，並拜託她跟他們回鄉下一趟，去見一名快要離世的老人家，因為她長得和那位老人的女兒十分的相像，寶靜雖然沒有開口答應，但還是跟著他們出發前往老人家所居住的村莊。一路上她不斷被提醒要暫時改名叫明君，那是老人家女兒的名字，希望她能假扮成明君，好讓老人家在臨終前見到自己的女兒一面。當他們到達了村子時，村裡的人對於與明君如此相似的寶靜感到十分驚訝。寶靜迷迷糊糊的當上了明君來到老人的身邊，此時寶靜緊握著老人的手，並靠近耳朵說著些什麼...

## 演員陣容
- 韓孝周 飾 李寶靜
- 金永敏 飾 基勇
- 尹熙錫 飾 南卓炯
- 崔日和 飾 明君的父親

## 獲獎
- 2006年：第26屆韓國電影評論家協會獎 --《最佳新人女演員》（韓孝周）[2]
- 2007年：第20屆新加坡國際電影節 --《最佳女主角》（韓孝周）[3]

## 外部連結
- 官方網站 （页面存档备份，存于）
- NAVER電影 （页面存档备份，存于）
- Daum電影 （页面存档备份，存于）